# Joachim Kroll
Joachim Kroll (ur. 17 kwietnia 1933 w Zabrzu, zm. 1 lipca 1991 w Rheinbach) – niemiecki seryjny morderca i kanibal. Znany jako Kanibal z Ruhry (niem. Ruhrkannibale) oraz Ludożerca z Duisburga (niem. Duisburger Menschenfresser). Został skazany za 8 morderstw, choć przyznawał się do 13.

## Życiorys
Urodzony w Zabrzu (ówczesny Hindenburg) na Górnym Śląsku, był najmłodszym z 8 rodzeństwa. Był dzieckiem słabym, miał bardzo kiepskie wyniki w nauce. Psychiatrzy podczas badań po aresztowaniu ustalili, że jego iloraz inteligencji wynosi 76.
Po II wojnie światowej, rodzina Krolla przeprowadziła się do Nadrenii Północnej-Westfalii. Zabójstwa zaczęły się w 1955, wkrótce po śmierci matki Krolla. Około 1960, rozpoczął pracę w toalecie zakładowej firmy Mannesmann w Duisburgu. Następnie pracował dla firmy Thyssen i przeprowadził się do dzielnicy Laar w Duisburgu. Wtedy też reaktywował działalność jako morderca.
Około 3 lipca 1976 Kroll został aresztowany jako podejrzany o porwanie i morderstwo czteroletniej dziewczynki Marion Ketter. Na policję zgłosiła go jako podejrzanego osoba z jego sąsiedztwa, chcąca skorzystać z toalety. Usłyszała ona od Krolla, że ubikacja jest zapchana wnętrznościami. Po zdjęciu muszli policja odkryła organy wewnętrzne oraz kawałki skóry.
Kroll po aresztowanu przyznał się do zabójstwa 13 osób i jednego usiłowania zabójstwa na przestrzeni 21 lat (1955-1976).
Kroll powiedział, że często wycinał fragmenty mięsa ofiar i gotował je, twierdząc, że w ten sposób oszczędza na zakupach. W areszcie uważał, że po przejściu prostych zabiegów, które pozbawiłyby go żądzy mordowania, zostanie wypuszczony na wolność.
Przedstawiono mu zarzut 8 morderstw i jednego usiłowania morderstwa. W kwietniu 1982, po 151 dniach procesu, został skazany za wszystkie zbrodnie na dziewięciokrotne dożywocie. Zmarł na atak serca w 1991 w więzieniu w Rheinbach.

## Ofiary
| Lp. | Ofiara           | Wiek | Data             | Opis |
| --- | ---------------- | ---- | ---------------- | --- |
| 1.  | Irmgard Strehl   | 19   | 8 lutego 1955    | Zasztyletowana, zgwałcona, uduszona i wypatroszona. Jej rozczłonkowanie ciało znaleziono w oborze w Lüdinghausen.                           |
| 2.  | Erika Schuletter | 12   | 1956             | Zgwałcona i uduszona w Bottrop. |
| 3.  | Klara Tesmer     | 24   | 16 czerwca 1959  | Uduszona i zgwałcona. |
| 4.  | Manuela Knodt    | 16   | 26 lipca 1959    | Zgwałcona i uduszona w parku miejskim w Essen. Kroll wyciął z jej pośladków i ud kawałki mięsa, które po ugotowaniu zjadł.                  |
| 5.  | Petra Giese      | 13   | 23 kwietnia 1962 | Zgwałcona i uduszona w Dinslaken. |
| 6.  | Monika Tafel     | 12   | maj 1962         | Kroll wyciął z jej pośladków kawałki mięsa.                                                                                                 |
| 7.  | Barbara Bruder   | 12   | 3 września 1962  | Porwana w Burscheid. Jej ciała nigdy nie odnaleziono.                                                                                       |
| 8.  | Hermann Schmitz  | 25   | 22 sierpnia 1965 | Schmitz i jego narzeczona Rita zostali zaatakowani w samochodzie przy jeziorze w pobliżu miasta Duisburg. Hermann zginął, ale Rita uciekła. |
| 9.  | Ursula Rohling   | 20   | 13 września 1966 | Uduszona i zgwałcona w Duisburgu. Jej narzeczony popełnił samobójstwo, po niesłusznym oskarżeniu o zabójstwo.                               |
| 10. | Ilona Harke      | 5    | 22 grudnia 1966  | Utopiona w kanale w Wuppertalu. |
| 11. | Maria Hettgen    | 61   | 12 lipca 1969    | Zgwałcona i uduszona nad jeziorem Baldeneysee.                                                                                              |
| 12. | Jutta Rahn       | 13   | 21 maja 1970     | Zgwałcona i uduszona, gdy wracała z dworca kolejowego.                                                                                      |
| 13. | Karin Toepfer    | 10   | 8 maja 1976      | Zgwałcona i uduszona w Voerde. |
| 14. | Marion Ketter    | 4    | 3 lipca 1976     | Uduszona i wypatroszona. |